# Crella cyathophora
Crella cyathhophora es una especie de esponja perteneciente a la clase de las esponjas comunes (Demospongiae). El cuerpo de la esponja consiste en agujas de guijarros y fibras de esponja, y es capaz de absorber mucha agua.
La esponja pertenece al género Crella y a la familia Crellidae. El nombre científico de la especie fue publicado por primera vez en 1869 por Carter.